# Revens
Revens település Franciaországban, Gard megyében. Lakosainak száma 31 fő (2022. január 1.). Revens Nant, La Roque-Sainte-Marguerite és Lanuéjols községekkel határos.

## Népesség
A település népessége az elmúlt években az alábbi módon változott:
| Lakosok száma | 36   | 17   | 30   | 28   | 25   | 23   | 21   | 20   | 20   | 31   |
|               | 1968 | 1982 | 1990 | 2006 | 2013 | 2015 | 2017 | 2019 | 2020 | 2022 |